# Ateleute grossa
Ateleute grossa är en stekelart som beskrevs av Dmitriy R. Kasparyan och Hernandez 2001. Ateleute grossa ingår i släktet Ateleute och familjen brokparasitsteklar. Inga underarter finns listade.